# Storpissan
Storpissan är ett naturreservat i Ödeshögs kommun i Östergötlands län.
Området är naturskyddat sedan 1998 (som domänreservat 1935) och är 12 hektar stort. Reservatet omfattar nordvästbranter av Omberg ner mot Vättern, omkring en bäck med detta namn. Reservatet består av gammal granskog och förvaltas av Länsstyrelsen i Östergötlands län.